# Myotis hermani
Myotis hermani (Thomas, 1923) è un pipistrello della famiglia dei Vespertilionidi diffuso nell'Ecozona orientale.

## Descrizione

### Dimensioni
Pipistrello di medie dimensioni, con la lunghezza della testa e del corpo di 68 mm, la lunghezza dell'avambraccio tra 56 e 61 mm, la lunghezza della coda tra 58 e 59 mm, la lunghezza del piede di 12 mm, la lunghezza delle orecchie tra 20 e 21 mm, e un peso fino a 16 g.

### Aspetto
Il colore generale del corpo varia dall'arancione al bruno-arancione. Le orecchie sono arancioni, con i margini neri. Anche le ali sono arancioni con la porzione centrale delle membrane tra le dita nerastra. Gli arti inferiori sono rossastri fino alle caviglie, mentre i piedi sono interamente neri. La lunga coda è inclusa completamente nell'ampio uropatagio. Il cranio presenta una scatola cranica relativamente piccola ed un rostro lungo e robusto.

## Biologia

### Alimentazione
Si nutre di insetti catturati sopra superfici d'acqua.

## Distribuzione e habitat
Questa specie è conosciuta soltanto sull'isola di Sabang, sull'estrema punta settentrionale dell'isola di Sumatra, da singole catture avvenute nella Penisola malese e presso Songkhla, in Thailandia.
Vive nelle foreste pluviali mature fino a 500 metri di altitudine.

## Conservazione
La IUCN Red List, considerate le poche informazioni sul suo areale, lo stato della popolazione e le eventuali minacce, classifica M.hermani come specie con dati insufficienti (DD).